# Municipio de Carter (Arkansas)
El municipio de Carter (en inglés: Carter Township) es un municipio ubicado en el condado de Ashley en el estado estadounidense de Arkansas. En el año 2010 tenía una población de 4412 habitantes y una densidad poblacional de 20,51 personas por km².

## Geografía
El municipio de Carter se encuentra ubicado en las coordenadas 33°12′52″N 91°48′7″O / 33.21444, -91.80194. Según la Oficina del Censo de los Estados Unidos, el municipio tiene una superficie total de 215.15 km², de la cual 214.39 km² corresponden a tierra firme y (0.35%) 0.76 km² es agua.

## Demografía
Según el censo de 2010, había 4412 personas residiendo en el municipio de Carter. La densidad de población era de 20,51 hab./km². De los 4412 habitantes, el municipio de Carter estaba compuesto por el 67.45% blancos, el 22.26% eran afroamericanos, el 0.59% eran amerindios, el 0.11% eran asiáticos, el 0.05% eran isleños del Pacífico, el 8.54% eran de otras razas y el 1% pertenecían a dos o más razas. Del total de la población el 11.9% eran hispanos o latinos de cualquier raza.